# Jenisejsk
Jenisejsk (ruski:Енисейск) je grad u Krasnojarskom kraju u Ruskoj Federaciji. Nalazi se na rijeci Jenisej. 
Broj stanovnika: 
- 20,000 (1970.)
- 20.394 (2002.).

Jenisejsk je osnovan 1619. kao (trupcima) ograđeni grad. Igrao je važnu ulogu u ruskom naseljavanju istočnog Sibira u 17. i 18. stoljeću. Njegov stari dio grada ruska vlada je uključila na UNESCOV-u Tentativnu listu svjetske baštine.